# Коллекционер (фильм, 2001)
«Коллекционер» — художественный фильм режиссёра Юрия Грымова, снятый по мотивам повести
Левана Варази «Коллекционер и его близкие».

## Сюжет
Фильм рассказывает о трёх мужчинах — Петре, Андрее и Илье, — каждый из которых переживает личностный кризис. Объединённые чувством внутренней опустошённости, они пишут друг другу прощальные письма и внезапно оказываются в загадочном особняке, где время и пространство подчиняются странным законам.
Хозяин дома — эксцентричный Коллекционер, человек с необычным увлечением: он собирает не только редкие предметы — артефакты, табаки, фаллосы, иконы, — но и человеческие эмоции, страсти, внутренние конфликты. Дом становится ареной своеобразного психологического эксперимента, где каждый из героев сталкивается со своими слабостями — завистью, ревностью, гордыней, страхом.
Особняк живёт по своим правилам: здесь могут сменяться сезоны, исчезать двери, а гости становятся пешками в изощрённой игре Коллекционера. Дополнительное напряжение создаёт дочь хозяина дома — загадочная и соблазнительная женщина, чьё поведение провоцирует мужчин на соперничество и откровения.
Постепенно становится ясно, что Коллекционер не просто наблюдает за происходящим — он ведёт тонкую психологическую «охоту», выявляя истинную суть каждого из героев. В финале один из них получает возможность покинуть дом, в то время как двое других остаются частью коллекции — символической и, возможно, буквальной.

## В ролях
| Актёр                | Роль                 |
| -------------------- | -------------------- |
| Алексей Петренко     | коллекционер         |
| Евгений Цыганов      | Илья                 |
| Карэн Бадалов        | Пётр                 |
| Андрей Приходько     | Андрей               |
| Екатерина Волкова    | Маша                 |
| Ирина Мазуркевич     | Вера                 |
| Ярослава Соколовская | Даша                 |
| Юозас Будрайтис      |                      |
| Андрей Негинский     | герой Павла в юности |